# مدالیون رحیمی
مدالیون رحیمی (انگلیسی: Medalion Rahimi؛ زاده ۱۵ ژوئیه ۱۹۹۲) بازیگر آمریکایی ایرانی تبار است. او برای ایفای نقش پرنسس ایزابلا در برنامهٔ شاندا رایمز استیل استار-کراسد ۲۰۱۷ از شبکهٔ ای‌بی‌سی و نقش آلودی در فیلم سینمایی پیش از آنکه بمیرم در سال ۲۰۱۷ شناخته شده است. او در سال های ۲۰۱۴ و ۲۰۱۸ به‌عنوان مهمان در درام‌های جنایی ان‌سی‌آی‌اس و اسپین‌آف آن ان‌سی‌آی‌اس: نیواورلئان در شبکهٔ سی‌بی‌اس حضور داشت. رحیمی در سال ۲۰۱۹ نقش مکرر مأمور ویژه فاطمه نمازی را در اسپین آف دیگر این فرنچایز با نام ان‌سی‌آی‌اس: لس آنجلس بازی کرد. در فوریهٔ ۲۰۲۰ اعلام شد که او به طور منظم در این برنامه حضور خواهد داشت.

## فیلم‌شناسی
| سال  | عنوان                | نقش         | توضیحات |
| ---- | -------------------- | ----------- | ------- |
| ۲۰۱۱ | فت سیتی، نیو اورلئان | خانم بارنت  |         |
| ۲۰۱۳ | زن‌گریز               | خواهر ۱     |         |
| ۲۰۱۵ | استخراج              | الکسیس دیاز |         |
| ۲۰۱۶ | مورد انتقال          | مهماندار    |         |
| ۲۰۱۶ | آغوش و بوسه          | نیکی        |         |
| ۲۰۱۷ | پیش از آنکه بمیرم    | الودی       |         |
| ۲۰۲۰ | او در پورتلند است    | کنستانس     |         |

| سال        | عنوان                | نقش               | توضیحات                                              |
| ---------- | -------------------- | ----------------- | ---------------------------------------------------- |
| ۲۰۱۳       | ذهن‌های جنایتکار      | منشی              | قسمت: «آخرین شلیک»                                   |
| ۲۰۱۴       | ان‌سی‌آی‌اس             | لیلا              | قسمت: «دختر دریادار»                                 |
| ۲۰۱۴       | دختران مرموز         | جازمین جمیل       | قسمت: «مقدمه»                                        |
| ۲۰۱۴       | دختر جدید            | استیسی            | قسمت: «آخرین عروسی»                                  |
| ۲۰۱۴       | جین باکره            | هات گرل           | قسمت: «فصل ۷»                                        |
| ۲۰۱۶       | بی‌دست‌وپا             | کلی               | قسمت: «کمپرهای شاد. مسیرهای شادتر»                   |
| ۲۰۱۶       | کچ                   | پرنسس زهرا السلیم | ۳ قسمت                                               |
| ۲۰۱۷       | استیل استار-کراسد    | پرنسس ایزابلا     | نقش اصلی                                             |
| ۲۰۱۸       | شریک سابق مرده من    | ورن               | مجموعه اینترنتی؛ مقش اصلی                            |
| ۲۰۱۸       | ان‌سی‌آی‌اس: نیواورلئان | جازمین هندریکس    | قسمت: «سگ‌گوسفندها»                                   |
| ۲۰۱۸       | پاسگاه               | نایا              | نقش تکراری (فصل ۱)                                   |
| ۲۰۱۹–اکنون | ان‌سی‌آی‌اس: لس آنجلس   | فاطمه نمازی       | نقش تکراری (فصل‌های ۱۰–۱۱)؛ نقش اصلی (فصل‌های ۱۱ و ۱۲) |
| ۲۰۲۲       | پم و تامی            | دنیل              | ۳ قسمت (۳، ۷، ۸)                                     |